# Démographie de Provence-Alpes-Côte d'Azur
La démographie de Provence-Alpes-Côte d'Azur est caractérisée par une densité forte et une population âgée qui croît depuis les années 1800.
Avec ses 5 170 312 habitants en 2022, la région française de Provence-Alpes-Côte d'Azur se situe en 7e position sur le plan national.
En six ans, de 2015 à 2021, sa population s'est accrue de près de 76 100 unités, c'est-à-dire de plus ou moins 12 700 personnes par an. Mais cette variation est différenciée selon les 6 départements que comporte la région.
La densité de population de Provence-Alpes-Côte d'Azur, 164,7 habitants par kilomètre carré en 2022, est deux fois supérieure à celle de la France entière qui est de 107,1 hab./km2 pour la même année.
La répartition de la population sur le territoire est assez inégale. Près des trois quarts de la population vit dans les cinq principales aires d'attraction des villes (Marseille - Aix-en-Provence, Nice, Toulon, Cannes - Antibes et Avignon) tandis que les régions intérieures montagneuses ou alpestres sont peu peuplées. La région de la vallée du Rhône (avec les villes d'Arles, Orange) est également plus densément peuplée.

## Évolution de la population

### Historique
| Années                     | Population des départements | Population des départements | Population des départements | Population des départements | Population des départements | Population des départements | Région PACA |
| Années                     | Alpes-de- Haute-Provence    | Hautes-Alpes                | Alpes- Maritimes            | Bouches-du- Rhône           | Var                         | Vaucluse                    | Région PACA |
| -------------------------- | --------------------------- | --------------------------- | --------------------------- | --------------------------- | --------------------------- | --------------------------- | ----------- |
| 1801                       | 133 966                     | 112 500                     | -                           | 285 012                     | 271 703                     | 191 421                     | 994602      |
| 1851                       | 152 070                     | 132 000                     | 192 062                     | 429 000                     | 216 481                     | 264 618                     | 1 459 991   |
| 1901                       | 115 021                     | 109 510                     | 293 213                     | 734 347                     | 326 000                     | 237 000                     | 1 815 424   |
| 1921                       | 91 882                      | 89 275                      | 357 759                     | 841 996                     | 322 945                     | 219 602                     | 1 923 459   |
| 1936                       | 85 000                      | 88 000                      | 518 083                     | 1 224 802                   | 398 662                     | 246 000                     | 2 560 355   |
| 1946                       | 83 454                      | 84 932                      | 453 073                     | 971 935                     | 370 688                     | 249 738                     | 2 213 820   |
| 1954                       | 84 335                      | 85 067                      | 515 484                     | 1 048 762                   | 413 012                     | 268 318                     | 2 414 978   |
| 1962                       | 91 843                      | 87 436                      | 618 265                     | 1 248 355                   | 469 557                     | 303 536                     | 2 822 743   |
| 1968                       | 104 813                     | 91 790                      | 722 070                     | 1 470 271                   | 555 926                     | 353 966                     | 3 298 836   |
| 1975                       | 112 178                     | 97 358                      | 816 681                     | 1 632 974                   | 626 093                     | 381 912                     | 3 675 730   |
| 1982                       | 119 068                     | 105 070                     | 881 198                     | 1 724 199                   | 708 331                     | 427 343                     | 3 965 209   |
| 1990                       | 130 911                     | 113 265                     | 972 380                     | 1 758 064                   | 815 714                     | 466 910                     | 4 257 244   |
| 1999                       | 139 515                     | 121 338                     | 1 010 644                   | 1 833 982                   | 897 585                     | 499 321                     | 4 502 385   |
| 2010                       | 160 149                     | 136 971                     | 1 078 729                   | 1 972 018                   | 1 008 183                   | 543 105                     | 4 899 155   |
| 2015                       | 161 799                     | 140 916                     | 1 082 440                   | 2 016 622                   | 1 048 652                   | 557 548                     | 5 007 977   |
| Sources : IAURIF,, Insee,. |                             |                             |                             |                             |                             |                             |             |

### Années récentes
La population régionale connaît une croissance importante, liée avant tout à une immigration continuelle de Français d'autres régions et aussi d'étrangers.
| Départements               | Population(2022) | Variation(2022/2016)                       | Superficie(km2) | Densité(hab./km2) |
| -------------------------- | ---------------- | ------------------------------------------ | --------------- | ----------------- |
| Bouches-du-Rhône           | 2 069 811        | en évolution de +2,48 % par rapport à 2016 | 5 087           | 406,9             |
| Alpes-Maritimes            | 1 114 579        | en évolution de +2,85 % par rapport à 2016 | 4 299           | 259,3             |
| Var                        | 1 108 364        | en évolution de +4,98 % par rapport à 2016 | 5 973           | 185,6             |
| Vaucluse                   | 568 702          | en évolution de +1,73 % par rapport à 2016 | 3 567           | 159,4             |
| Alpes-de-Haute-Provence    | 167 179          | en évolution de +2,84 % par rapport à 2016 | 6 925           | 24,1              |
| Hautes-Alpes               | 141 677          | en évolution de +0,4 % par rapport à 2016  | 5 549           | 25,5              |
| Provence-Alpes-Côte d'Azur | 5 170 312        | en évolution de +2,95 % par rapport à 2016 | 31 399,8        | 164,7             |
| Source : Insee.            |                  |                                            |                 |                   |

## Naissances et décès par département
Chiffres fournis par l'INSEE,,.
| Dpt.               | 2000   | 2000   | 2000  | 2004   | 2004   | 2004   | 2005   | 2005   | 2005   | 2006   | 2006   | 2006   | 2007   | 2007   | 2007   |
| Dpt.               | Naiss. | Décès  | Solde | Naiss. | Décès  | Solde  | Naiss. | Décès  | Solde  | Naiss. | Décès  | Solde  | Naiss. | Décès  | Solde  |
| ------------------ | ------ | ------ | ----- | ------ | ------ | ------ | ------ | ------ | ------ | ------ | ------ | ------ | ------ | ------ | ------ |
| Alpes-Hte Provence | 1 559  | 1 491  | 68    | 1 522  | 1 496  | 26     | 1 514  | 1 614  | -100   | 1 536  | 1 572  | -36    | 1 569  | 1 599  | 10     |
| Hautes Alpes       | 1 412  | 1 135  | 277   | 1 403  | 1 201  | 202    | 1 395  | 1 241  | 154    | 1 461  | 1 182  | 279    | 1 448  | 1 253  | 195    |
| Alpes Maritimes    | 11 350 | 11 461 | -111  | 11 514 | 10 794 | 720    | 11 631 | 11 231 | 400    | 11 754 | 10 772 | 982    | 11 633 | 10 822 | 811    |
| Bouches du-Rhône   | 23 817 | 16 723 | 7 094 | 24 056 | 15 826 | 8 230  | 24 411 | 16 472 | 7 939  | 25 371 | 15 913 | 9 458  | 25 126 | 16 337 | 8 789  |
| Var                | 10 379 | 9 475  | 904   | 10 622 | 9 586  | 1 036  | 10 646 | 10 112 | 534    | 10 889 | 9 789  | 1 100  | 10 938 | 10 129 | 809    |
| Vaucluse           | 6 291  | 4 722  | 1 569 | 6 629  | 4 487  | 2 142  | 6 608  | 4 732  | 1 876  | 6 805  | 4 578  | 2 227  | 6 694  | 4 800  | 1 894  |
| Total PACA         | 54 808 | 45 007 | 9 801 | 55 746 | 43 390 | 12 356 | 56 205 | 45 402 | 10 803 | 57 816 | 43 806 | 14 010 | 57 408 | 44 940 | 12 468 |

## Fécondité

### Fécondité par département
| Département             | Fécondité 1999 | Fécondité 2000 | Fécondité 2001 | Fécondité 2002 | Fécondité 2003 | Fécondité 2004 | Fécondité 2005 |
| ----------------------- | -------------- | -------------- | -------------- | -------------- | -------------- | -------------- | -------------- |
| Alpes-de-Haute-Provence | 1,79           | 1,90           | 1,93           | 1,99           | 1,90           | 1,89           |                |
| Hautes-Alpes            | 1,80           | 1,83           | 1,97           | 1,92           | 1,89           | 1,84           |                |
| Alpes-Maritimes         | 1,61           | 1,68           | 1,68           | 1,67           | 1,67           | 1,71           |                |
| Bouches-du-Rhône        | 1,75           | 1,81           | 1,85           | 1,84           | 1,84           | 1,84           |                |
| Var                     | 1,85           | 1,88           | 1,92           | 1,88           | 1,89           | 1,91           |                |
| Vaucluse                | 1,88           | 1,91           | 1,92           | 1,93           | 2,03           | 2,02           |                |
| Total PACA              | 1,75           | 1,80           | 1,83           | 1,82           | 1,83           | 1,84           |                |
| France métropolitaine   | 1,79           | 1,87           | 1,88           | 1,87           | 1,87           | 1,90           | 1,92           |

On remarque la fort bonne tenue du département de Vaucluse qui fait partie du "ruban" de haute fécondité localisé le long du sillon rhodanien, et ce avec les départements de la Drôme, du Gard, de l'Ardèche et aussi de la Haute-Loire. Dans les départements des Hautes-Alpes et des Alpes-de-Haute-Provence, la fécondité, à la hausse ces dernières années, a rejoint la moyenne française et dépasse celle de la Savoie et de l'Isère voisines. C'est aussi le cas du Var, qui jadis peu fécond a rejoint la moyenne française. En revanche, les Alpes-Maritimes sont une zone de basse fécondité analogue à bien des départements du bassin aquitain. Les Bouches-du-Rhône ont une fécondité fort moyenne, malgré une importante proportion d'immigrés dans l'agglomération marseillaise. Au total et malgré les grands progrès enregistrés, avec une fécondité globale de 1,83, la région PACA reste encore loin du seuil de remplacement des générations situé vers 2,07-2,08 enfants par femme.

### Évolution de la fécondité ces dernières décennies
Dans les années 1960, Provence-Alpes-Côte d'Azur faisait partie des régions françaises à basse fécondité, de même que l'ensemble des régions du centre et du sud du pays, y compris l'Île-de-France. À cette époque la zone de haute fécondité française formait un vaste croissant appelé "croissant fertile" qui partait du Poitou (Vendée) à l'ouest et remontait en direction de la Picardie et du Nord-Pas-de-Calais en longeant la Manche, comprenant ainsi la Bretagne, les Pays de la Loire et la Normandie. Puis ce croissant s'incurvait vers le sud-est, englobant la Champagne-Ardenne, la Lorraine et la Franche-Comté, en contournant l'Île-de-France par le nord.
Depuis lors un phénomène général d’homogénéisation de la fécondité dans les diverses régions de métropole a eu lieu qui a contribué à rapprocher le taux de la région Provence-Alpes-Côte d'Azur de la moyenne nationale. La fécondité a moins baissé là où elle était faible mais a fort baissé là où elle était élevée, et globalement, l’écart entre les régions les plus fécondes et les moins fécondes s’est fortement réduit de ce fait. Ainsi la région Provence-Alpes-Côte d'Azur est (avec l'Île-de-France) celle qui a connu la plus faible diminution de fécondité entre la fin des années 1960 et les années 1974-1976. La fécondité s'est même mise à remonter dans la région à partir du milieu des années 1970 (+ 0,07 enfant par femme entre cette période et 1997-1998), alors qu'en moyenne elle baissait ailleurs. Enfin, comme dans l'ensemble de la France, elle a encore grimpé depuis la fin des années 1990.
Cette tendance a probablement été renforcée, par un flux d'immigration assez important. En effet, les mères étrangères constituent une part appréciable des mères de la région. En 1999, 11,1 % des femmes qui accouchent en région PACA sont étrangères (en Île-de-France 22,1 %, en Corse 17,3 %, en Rhône-Alpes 10,0 % et en Languedoc-Roussillon 8,8 %). En 2004, cette proportion était déjà passée à 13,12 %. Et les femmes étrangères ont, dans la région comme partout en France, une fécondité plus importante que les femmes françaises (voir tableau : 2,84 contre 1,68).
Mais le comportement des mères étrangères n'explique pas l'entièreté du phénomène. Entre 1975 et 1999, leur part dans la population est restée à peu près la même aux alentours de 6-7 % et leur fécondité a diminué. Par contre la fécondité des femmes de nationalité française a augmenté dans la région depuis 1975, comme le montre le tableau suivant :
Indicateur conjoncturel de fécondité par nationalité
|                | Ensemble  | Ensemble  | Françaises | Françaises | Étrangères | Étrangères |
| 1974-1976      | 1998-2000 | 1974-1976 | 1998-2000  | 1974-1976  | 1998-2000  |            |
| -------------- | --------- | --------- | ---------- | ---------- | ---------- | ---------- |
| France entière | 1,95      | 1,81      | 1,81       | 1,72       | 3,31       | 2,80       |
| Région PACA    | 1,70      | 1,77      | 1,57       | 1,68       | 3,20       | 2,84       |

### Nouvelle progression de la fécondité en 2005
Au premier semestre 2007, on avait toujours fort peu de données concernant la fécondité des régions après 2003. Cependant l'INSEE Bretagne nous révèle qu'en 2005, la fécondité a dépassé le seuil des 1,9 enfant par femme dans la région. Comme l'indice conjoncturel de fécondité pour la métropole était cette année-là de 1,92 enfant par femme, on mesure ainsi combien la fécondité provençale s'est rapprochée de la moyenne française, et ce malgré le lourd handicap constitué par la notable sous-performance des Alpes-Maritimes.

## Immigrés et étrangers
Par immigré on entend quelqu'un résidant en France, né étranger à l'étranger. Il peut être devenu français par acquisition ou avoir gardé sa nationalité étrangère. Par contre le groupe des étrangers est constitué par l'ensemble des résidents ayant une nationalité étrangère, qu'ils soient nés en France ou hors de France.

### Nombre d'étrangers et d'immigrés en Provence-Alpes-Côte d'Azur
Au recensement de 1999, les étrangers et les immigrés se répartissaient comme suit en France et en région Provence-Alpes-Côte d'Azur :
|                                                  | France métropolitaine | Région PACA | Pourcentage PACA/France |
| ------------------------------------------------ | --------------------- | ----------- | ----------------------- |
| Français                                         | 55.260.000            | 4.223.700   | 7,64                    |
| -- Français de naissance nés en France           | 51.340.000            | 3.615.800   | 7,04                    |
| -- Français de naissance nés à l'étranger        | 1.560.000             | 348.900     | 22,37                   |
| -- Français par acquisition nés en France (3)    | 800.000               | 70.500      | 8,81                    |
| -- Français par acquisition nés à l'étranger (1) | 1.560.000             | 188.500     | 12,08                   |
| Étrangers                                        | 3.260.000             | 282.600     | 8,67                    |
| -- Étrangers nés en France                       | 510.000               | 40.600      | 7,96                    |
| -- Étrangers nés à l'étranger (2)                | 2.750.000             | 242.000     | 8,80                    |
| Population totale                                | 58.520.000            | 4.506.300   | 7,70                    |
| dont Immigrés                                    |                       |             |                         |
| (1) + (2)                                        | 4.310.000             | 430.500     | 9,99                    |
| dont Français par acquisition                    |                       |             |                         |
| (1) + (3)                                        | 2.360.000             | 259.000     | 10,97                   |

### Ventilation des immigrés par région du monde et pays de naissance
Durant la période 1994-2004, 80 000 immigrés sont arrivés dans la région, mais 55 000 l'ont quittée ou sont décédés. Au total la population immigrée installée en Languedoc-Roussillon a crû de 25 000 personnes pour atteindre l'effectif de 453 413.
Évolution de la population immigrée au fil du temps :
| Année | Population tot. immigrés | Pourcentage relatif |
| ----- | ------------------------ | ------------------- |
| 1975  | 450 945                  | 12,3                |
| 1982  | 451 744                  | 11,4                |
| 1990  | 436 463                  | 10,2                |
| 1999  | 430 254                  | 9,5                 |
| 2004  | 453 413                  | 9,7                 |

La population d'immigrés a légèrement augmenté tant en nombre absolu (plus 23 000 personnes) qu'en nombre relatif (plus 0,2 %), durant la période 1999-2004, caractérisée par un accroissement assez important de la population de la région PACA.
Les immigrés en 2004 :
La statistique qui suit se rapporte à la seule population des ménages, soit 438 000 personnes
immigrées sur 453 400. Les personnes exclues du fait qu'elles ne vivaient pas en ménage, habitent divers types de collectivités ou de logements collectifs.
| Origine                      | Population tot. immigrée 2004 | Pourcentage relatif | Immigrés entre 1994 et 2004 | Pourcentage relatif |
| ---------------------------- | ----------------------------- | ------------------- | --------------------------- | ------------------- |
| Europe                       | 195 882                       | 44,7                | 31 688                      | 39,6                |
| -- dont Italie               | 77 273                        | 17,6                | 5 208                       | 6,5                 |
| -- dont Espagne              | 30 786                        | 7,0                 | 849                         | 1,1                 |
| -- dont Portugal             | 17 844                        | 4,1                 | 2 586                       | 3,2                 |
| -- Autres pays Europe des 15 | 46 478                        | 10,6                | 15 220                      | 19,0                |
| -- Autres pays Europe des 25 | 6 241                         | 1,4                 | 1 314                       | 1,6                 |
| -- Autres pays d'Europe      | 17 260                        | 3,9                 | 6 511                       | 8,1                 |
| Afrique                      | 198 876                       | 45,4                | 36 240                      | 45,2                |
| -- dont Algérie              | 71 863                        | 16,4                | 12 671                      | 15,8                |
| -- dont Maroc                | 58 915                        | 13,5                | 9 968                       | 12,4                |
| -- dont Tunisie              | 39 910                        | 9,1                 | 5 999                       | 7,5                 |
| -- Afrique noire             | 28 188                        | 6,4                 | 7 602                       | 9,5                 |
| Autres                       | 43 253                        | 9,9                 | 12 180                      | 15,2                |
| --dont Turquie               | 7 796                         | 1,8                 | 2 424                       | 3,0                 |
| --dont ex-Indochine          | 9 255                         | 2,1                 | 1 422                       | 1,8                 |
| --Autres Asie                | 15 717                        | 3,6                 | 4 174                       | 5,2                 |
| -- Amérique et Océanie       | 10 485                        | 2,4                 | 4 160                       | 5,2                 |
| Total                        | 438 011                       | 100                 | 80 108                      | 100                 |

Les immigrés arrivés en France depuis moins de 10 ans ont des origines nettement plus diverses que précédemment. Les Européens représentent 40 % des nouveaux arrivants, mais au sein de cette
immigration européenne, les immigrés en provenance du Sud ne représentent plus que 11 % des nouveaux venus, alors qu'au total ils sont encore 29 % de l’ensemble des immigrés de la région.
Par contre la part des immigrés venus des autres pays européens s’accroît : elle constitue 29 % des nouveaux immigrés, alors qu'au total ils ne sont encore que 16 % de l’ensemble des immigrés de la région. Les ressortissants de l'Union européenne des 15 viennent surtout des pays du nord : Grande Bretagne (6 %), Belgique (5 %) et Allemagne (3 %). Quant aux immigrés originaires des autres pays européens, ils constituent 10 % des arrivées récentes (dont 1 % de Polonais et 1 % de Suisses). Ce sont surtout des anciens habitants des pays de l'Europe de l’Est, Roumains, Yougoslaves (et ex-Yougoslaves) et Bulgares qui sont les plus nombreux.
En Afrique on constate également une évolution des origines des migrants. Le pourcentage des immigrés algériens reste stable. Par contre les immigrés en provenance des deux autres pays du Maghreb sont moins nombreux, tandis que ceux d'Afrique sub-saharienne progressent nettement : 9,5 % des nouveaux immigrés proviennent de cette région du monde, alors qu’ils ne sont toujours que 6,4 % du total des immigrés de la région PACA. Signalons que parmi ces nouveaux arrivants, près d’un sur quatre est en provenance des îles Comores, qui visiblement suivent le même chemin que les habitants de Mayotte. 25 autres % sont attribués à l'ensemble formé par les originaires du Sénégal, du Cameroun et de la Côte d’Ivoire, pays dont les effectifs d'immigrants sont caractérisés par une forte proportion de femmes à l'exception du Sénégal (voir l'article sur l'immigration familiale en France).
Enfin les Sud-américains et les Asiatiques sont arrivés beaucoup plus nombreux qu'auparavant, à l'exception des ressortissants du Sud-est asiatique. Pour l'Asie, il s'agit surtout de Turcs et de Chinois, mais aussi d'Hindous, de Pakistanais et d'autres.

### Une population immigrée vieillissante
L'âge moyen de la population immigrée en 2004 était de 48 ans et demi en Provence-Alpes-Côte-d’Azur (48 ans pour les hommes, 49 ans pour les femmes). C'est nettement supérieur à l’âge moyen de l'ensemble de la population régionale qui était de 41 ans.
Les plus jeunes sont peu nombreux parmi eux car d'une part, par définition, les immigrés ne naissent pas en France, et d'autre part, peu d'enfants ont été concernés par le regroupement familial. Ce mode d'entrée en France a été en effet plus souvent utilisé par les conjoints. Dès lors, une personne immigrée sur 20 est âgée de moins de 16 ans dans la région. Ce groupe d'âge est nettement sous-représenté par rapport à son poids dans l'ensemble de la population régionale, où elle concerne une personne sur six.
En Provence-Alpes-Côte-d’Azur, la population immigrée en âge de travailler, c'est-à-dire entre 16 et 60 ans, représente près des deux tiers du total des immigrés. C’est 6 % de plus que la proportion de cette classe d’âge au sein de l'ensemble de la population de la région. Les immigrés sont donc surreprésentés au sein des classes d'âge actif en Provence-Alpes-Côte d’Azur comme dans le reste de la France. Les classes d'âge les plus nombreuses se situent entre 35 et 55 ans, tant pour les hommes que pour les femmes.
Enfin, 29 % des immigrés ont plus de 60 ans (contre 23 % des non immigrés).
Pour les populations immigrées d'origine italienne et espagnole, l'âge moyen se situe au-dessus de 60 ans (respectivement près de 65 ans et plus de 61 ans). Au contraire, les populations immigrées venues du Maroc, d'Amérique, d'Océanie, de Turquie et d'Afrique sub-saharienne sont en moyenne assez jeunes (moins de 40 ans).
Quant aux immigrés récents, ceux qui résident en France depuis moins de 10 ans, ils sont âgés de 32 ans en moyenne. Cependant de grosses différences se remarquent d'après la région d'origine. Les immigrés en provenance du nord de l'Europe dont une bonne partie sont des retraités aisés (Britanniques, Allemands, Belges, Danois, Suédois, Néerlandais notamment), sont relativement plus âgés que les autres. Ils ont tous une moyenne d'âge de plus de 40 ans. Par contre, les immigrés en provenance d'Afrique, d'Asie, d'Amérique et de l'est de l'Europe sont plus jeunes; leur moyenne d’âge s'établit aux alentours de 30 ans (29 ans
pour les Algériens et les Comoriens, 30 ans pour les Polonais et les Roumains).

### Répartition des naissances par nationalité de la mère
Chiffres de l'INSEE pour l'année 2004 :
|                            | Ensemble | Françaises | Étrangères | Étrangères | Étrangères | Étrangères | Étrangères | Étrangères | Étrangères |
| Total étrangères           | Ensemble | Françaises | Algérie    | Espagne    | Italie     | Portugal   | Maroc      | Tunisie    |            |
| -------------------------- | -------- | ---------- | ---------- | ---------- | ---------- | ---------- | ---------- | ---------- | ---------- |
| Alpes-de-Haute-Provence    | 1.522    | 1.417      | 105        | 20         | 3          | 1          | 9          | 37         | 2          |
| Hautes-Alpes               | 1.403    | 1.342      | 61         | 8          | 0          | 3          | 4          | 5          | 2          |
| Alpes-Maritimes            | 11.514   | 9.628      | 1.886      | 191        | 36         | 105        | 92         | 224        | 335        |
| Bouches-du-Rhône           | 24.056   | 20.700     | 3.356      | 1.181      | 39         | 29         | 75         | 432        | 229        |
| Var                        | 10.622   | 9.652      | 970        | 135        | 15         | 21         | 22         | 290        | 147        |
| Vaucluse                   | 6.629    | 5.695      | 934        | 141        | 16         | 6          | 12         | 516        | 22         |
| Région PACA                | 55.746   | 48.434     | 7.312      | 1.676      | 109        | 165        | 214        | 1.504      | 737        |
| -- naissances légitimes    | 29.002   | 23.661     | 5.341      | 1.323      | 57         | 89         | 121        | 1.298      | 690        |
| -- naissances hors-mariage | 26.744   | 24.773     | 1.971      | 353        | 52         | 76         | 93         | 206        | 47         |

Avec plus de 7 300 naissances sur près de 57 750 (13 %), les naissances étrangères constituent une part un peu plus importante en Provence-Alpes-Côte d'Azur que celle relevée dans l'ensemble du pays. Les naissances de mère maghrébine (plus de 3 900 bébés) constituent plus de 53 % de ces naissances, ce qui est assez important et supérieur au pourcentage en Île-de-France, mais moindre qu'en Languedoc-Roussillon. Les quelques rares naissances de mère italienne ou espagnole sont presque négligeables (2 à 3 ‰ de l'ensemble) et montrent combien faible est devenue l'incidence de la très ancienne immigration d'Europe méditerranéenne sur la dynamique démographique de la région, ainsi d'ailleurs que de la France. Les portugaises, peu nombreuses dans la région, affichent néanmoins un chiffre "satisfaisant".
Les naissances hors mariage sont encore minoritaires dans la région PACA, mais pas au sein de la population des femmes françaises. Chez les étrangères par contre, notamment maghrébines, les naissances légitimes prédominent nettement, et surtout chez les tunisiennes, caractéristique observable presque partout dans les régions de France.

### Répartition des naissances par département dont naissances d'au moins un parent né à l'étranger
32,6 % des enfants nés en 2011 dans la région PACA, soit 19 208 59 039, ont au moins un parent né à l'étranger (quelle que soit sa nationalité), soit la plus forte proportion après la région Île-de-France (46,3 %) et juste devant l'Alsace (31,1 %).
| Region                     | Total  | dont au moins un parent né à l'étranger | %    |
| Alpes-Maritimes            | 11 999 | 4 747                                   | 39.5 |
| Vaucluse                   | 7 008  | 2 450                                   | 35.0 |
| Bouches-du-Rhône           | 25 909 | 8 663                                   | 33.4 |
| Var                        | 11 146 | 2 758                                   | 24.7 |
| Alpes-de-Haute-Provence    | 1 578  | 367                                     | 23.2 |
| Hautes-Alpes               | 1 399  | 223                                     | 16.0 |
| Provence-Alpes-Côte d'Azur | 59 039 | 19 208                                  | 32.6 |

## Les mariages
En 2004, on a enregistré 21.323 mariages en région Provence-Alpes-Côte d'Azur, dont :
- 17.133 entre deux conjoints français
- 579 entre conjoints étrangers
- 1.563 mariages mixtes entre époux français et épouse étrangère
- 2.048 mariages mixtes entre épouse française et époux étranger

La population étrangère semble ainsi se fondre progressivement dans le creuset français, puisque sur 4.769 conjoints étrangers impliqués dans le total des mariages, 3.611 (soit près de 76 %) l'étaient dans des mariages mixtes (contre 71 % pour l'ensemble de la métropole).
Ventilation des mariages mixtes
Les mariages mixtes français-étrangers sont importants à observer. Il s'agit en effet d'un des principaux indicateurs d'intégration des populations étrangères. Soulignons cependant qu'il doit être interprété avec prudence, un certain nombre de mariages mixtes ayant lieu avec un conjoint français lui-même issu de l'immigration.
|                  | Total mariages mixtes | Nationalité du conjoint étranger | Nationalité du conjoint étranger | Nationalité du conjoint étranger | Nationalité du conjoint étranger |
| Italienne        | Total mariages mixtes | Espagnole                        | Portugaise                       | Algérienne                       |                                  |
| ---------------- | --------------------- | -------------------------------- | -------------------------------- | -------------------------------- | -------------------------------- |
| Époux français   | 1.563                 | 53                               | 20                               | 24                               | 294                              |
| Épouse française | 2.048                 | 76                               | 25                               | 48                               | 577                              |

Source :.
Ces données sont les seules publiées par l'INSEE. La ventilation en est très insuffisante car à part les mariages mixtes algériens, elle ne reprend que des données marginales et elle laisse dans l'ombre pas moins de 2.500 mariages dont on aimerait connaître l'essentiel de la répartition (Maroc, Tunisie, Afrique noire, entre autres)

## Urbanisation

### Aires urbaines
Provence-Alpes-Côte d'Azur est une région très urbanisée avec une population de 4,6 millions de citadins au recensement de 2008 (94,3 % de sa population) qui résident dans ses quatre grandes métropoles – Marseille, Nice, Toulon et Avignon – et dans les nombreuses villes moyennes de plus de 20 000 habitants.
Les quatre plus grandes aires urbaines de la région, Marseille, Nice, Toulon et Avignon, regroupent environ 3,8 millions d'habitants, soit 78,5 % de la population totale de la région.
| #   | Ville             | Département      | Arrondissement  | Pop. commune (2012) | Pop. unité urbaine (2012)      | Pop. aire urbaine (2012)                  |
| --- | ----------------- | ---------------- | --------------- | ------------------- | ------------------------------ | ----------------------------------------- |
| 01  | Marseille         | Bouches-du-Rhône | Marseille       | 852 516             | 1 565 879                      | 1 727 070                                 |
| 02  | Nice              | Alpes-Maritimes  | Nice            | 343 629             | 943 695                        | 1 004 914                                 |
| 03  | Toulon            | Var              | Toulon          | 164 899             | 561 155                        | 611 237                                   |
| 04  | Aix-en-Provence   | Bouches-du-Rhône | Aix-en-Provence | 141 148             | Unité urbaine de Marseille-Aix | Aire urbaine de Marseille-Aix-en-Provence |
| 05  | Avignon           | Vaucluse         | Avignon         | 89 380              | 445 501                        | 515 536                                   |
| 06  | Antibes           | Alpes-Maritimes  | Grasse          | 75 568              | Unité urbaine de Nice          | Aire urbaine de Nice                      |
| 07  | Cannes            | Alpes-Maritimes  | Grasse          | 73 603              | Unité urbaine de Nice          | Aire urbaine de Nice                      |
| 08  | La Seyne-sur-Mer  | Var              | Toulon          | 63 902              | Unité urbaine de Toulon        | Aire urbaine de Toulon                    |
| 09  | Hyères            | Var              | Toulon          | 55 402              | Unité urbaine de Toulon        | Aire urbaine de Toulon                    |
| 010 | Fréjus            | Var              | Draguignan      | 52 532              | 93 562                         | 93 562                                    |
| 011 | Arles             | Bouches-du-Rhône | Arles           | 52 439              | 55 312                         | 55 312                                    |
| 012 | Grasse            | Alpes-Maritimes  | Grasse          | 51 021              | Unité urbaine de Nice          | Aire urbaine de Nice                      |
| 013 | Martigues         | Bouches-du-Rhône | Istres          | 47 624              | Unité urbaine de Marseille-Aix | Aire urbaine de Marseille-Aix-en-Provence |
| 014 | Cagnes-sur-Mer    | Alpes-Maritimes  | Grasse          | 46 686              | Unité urbaine de Nice          | Aire urbaine de Nice                      |
| 015 | Aubagne           | Bouches-du-Rhône | Marseille       | 45 243              | Unité urbaine de Marseille-Aix | Aire urbaine de Marseille-Aix-en-Provence |
| 016 | Salon-de-Provence | Bouches-du-Rhône | Aix-en-Provence | 43 771              | 58 415                         | 58 415                                    |
| 017 | Le Cannet         | Alpes-Maritimes  | Grasse          | 43 115              | Unité urbaine de Nice          | Aire urbaine de Nice                      |
| 018 | Istres            | Bouches-du-Rhône | Istres          | 42 944              | Unité urbaine de Marseille-Aix | Aire urbaine de Marseille-Aix-en-Provence |
| 019 | Gap               | Hautes-Alpes     | Gap             | 40 761              | 41 229                         | 62 469                                    |
| 020 | Draguignan        | Var              | Draguignan      | 37 476              | 77 610                         | 81 569                                    |

| Ville-centre                       | Aire urbaine (habitants) | Pôle urbain (habitants) |
| ---------------------------------- | ------------------------ | ----------------------- |
| Marseille - Aix-en-Provence        | 1 727 070                | 1 565 879               |
| Nice                               | 1 004 914                | 943 695                 |
| Toulon                             | 611 237                  | 561 155                 |
| Avignon                            | 515 536                  | 445 501                 |
| Fréjus                             | 93 562                   | 93 562                  |
| Draguignan                         | 81 569                   | 77 610                  |
| Menton - Monaco (partie française) | 73 052                   | 68 877                  |
| Gap                                | 62 469                   | 41 229                  |
| Salon-de-Provence                  | 58 415                   | 58 415                  |
| Arles                              | 55 312                   | 55 312                  |

| Digne-les-Bains Barcelonnette Castellane Forcalquier Gap Briançon Nice Grasse Marseille Aix-en-Provence Arles Istres Toulon Brignoles Draguignan Avignon Apt Carpentras |

Autre communes de plus de 30.000 habitants :
- Vitrolles, Bouches-du-Rhône : 34.843 habitants - Unité urbaine de Marseille - Aix-en-Provence
- Marignane, Bouches-du-Rhône : 34.405 habitants - Unité urbaine de Marseille - Aix-en-Provence
- Saint-Raphaël, Var : 34.115 habitants - Unité urbaine de Fréjus-Saint-Raphaël
- La Ciotat, Bouches-du-Rhône : 34.063 habitants - Unité urbaine de Toulon
- Six-Four-les-Plages, Var : 34.057 habitants - Unité urbaine de Toulon

### Villages
Depuis 2007, les villages de Provence-Alpes-Côte d'Azur ont gagné 120 000 habitants. Parmi les plus recherchés, Banon bénéficie d'un ensoleillement de 300 jours par an et Correns est la première commune française à être passée intégralement à l'agriculture bio.

### Les résidences secondaires
Ce tableau indique les communes de Provence-Alpes-Côte d'Azur qui comptaient en 2008 plus de 3 000 résidences secondaires.
| Ville                                | département             | Rés. secondaires |
| ------------------------------------ | ----------------------- | ---------------- |
| Nice                                 | Alpes-Maritimes         | 27 663           |
| Cannes                               | Alpes-Maritimes         | 26 622           |
| Antibes (Juan-les-Pins)              | Alpes-Maritimes         | 17 360           |
| Saint-Raphaël                        | Var                     | 15 073           |
| Fréjus                               | Var                     | 14 204           |
| Menton                               | Alpes-Maritimes         | 10 741           |
| Sainte-Maxime                        | Var                     | 9 317            |
| Hyères                               | Var                     | 8 400            |
| Le Lavandou                          | Var                     | 8 087            |
| Cavalaire-sur-Mer                    | Var                     | 7 725            |
| Mandelieu-la-Napoule                 | Alpes-Maritimes         | 7 655            |
| Six-Fours-les-Plages                 | Var                     | 7 370            |
| Marseille                            | Bouches-du-Rhône        | 6 687            |
| Roquebrune-sur-Argens                | Var                     | 6 642            |
| Bandol                               | Var                     | 6 219            |
| Bormes-les-Mimosas                   | Var                     | 6 141            |
| Roquebrune-Cap-Martin                | Alpes-Maritimes         | 5 927            |
| Grimaud                              | Var                     | 5 685            |
| Sanary-sur-Mer                       | Var                     | 5 539            |
| Vallauris                            | Alpes-Maritimes         | 5 297            |
| Allos                                | Alpes-de-Haute-Provence | 4 772            |
| La Londe-les-Maures                  | Var                     | 4 537            |
| Saint-Cyr-sur-Mer                    | Var                     | 4 294            |
| La Croix-Valmer                      | Var                     | 4 262            |
| Cagnes-sur-Mer                       | Alpes-Maritimes         | 4 217            |
| Villeneuve-Loubet                    | Alpes-Maritimes         | 4 198            |
| Le Cannet                            | Alpes-Maritimes         | 4 172            |
| La Seyne-sur-Mer                     | Var                     | 3 875            |
| Saint-Tropez                         | Var                     | 3 742            |
| Uvernet-Fours (Pra-Loup)             | Alpes-de-Haute-Provence | 3 449            |
| Risoul                               | Hautes-Alpes            | 3 422            |
| Orcières                             | Hautes-Alpes            | 3 329            |
| La Ciotat                            | Bouches-du-Rhône        | 3 304            |
| Ramatuelle                           | Var                     | 3 292            |
| Vars                                 | Hautes-Alpes            | 3 165            |
| Saint-Étienne-de-Tinée (Auron)       | Alpes-Maritimes         | 3 153            |
| La Salle-les-Alpes (Serre Chevalier) | Hautes-Alpes            | 3 035            |

Avec 24 % du parc en France (en 2012), Provence-Alpes-Côte d'Azur est la première région de France pour les piscines privées.

## Répartition par sexes et tranches d'âge
La population de la région est plus âgée qu'au niveau national.
En 2021, le taux de personnes d'un âge inférieur à 30 ans s'élève à 32,3 %, soit en dessous de la moyenne nationale (35,1 %). À l'inverse, le taux de personnes d'âge supérieur à 60 ans est de 29,8 % la même année, alors qu'il est de 26,6 % au niveau national.
En 2021, la région comptait 2 451 175 hommes pour 2 676 665 femmes, soit un taux de 52,20 % de femmes, légèrement supérieur au taux national (51,61 %).
Les pyramides des âges de la région et de la France s'établissent comme suit.
| Hommes | Classe d’âge | Femmes |
| ------ | ------------ | ------ |
| 0,9    | 90 ou +      | 2,2    |
| 8,7    | 75-89 ans    | 11,1   |
| 17,8   | 60-74 ans    | 18,8   |
| 20,1   | 45-59 ans    | 19,8   |
| 18,1   | 30-44 ans    | 17,7   |
| 16,9   | 15-29 ans    | 15,1   |
| 17,6   | 0-14 ans     | 15,3   |

| Hommes | Classe d’âge | Femmes |
| ------ | ------------ | ------ |
| 0,7    | 90 ou +      | 1,9    |
| 7,0    | 75-89 ans    | 9,5    |
| 16,6   | 60-74 ans    | 17,5   |
| 20,0   | 45-59 ans    | 19,5   |
| 18,8   | 30-44 ans    | 18,3   |
| 18,3   | 15-29 ans    | 16,7   |
| 18,6   | 0-14 ans     | 16,7   |

## Répartition par catégories socioprofessionnelles
La catégorie socioprofessionnelle des retraités est surreprésentée par rapport au niveau national. Avec 28,6 % en 2021, elle est 1,8 points au-dessus du taux national (26,8 %). La catégorie socioprofessionnelle des ouvriers est quant à elle sous-représentée par rapport au niveau national. Avec 9,4 % en 2021, elle est 2,3 points en dessous du taux national (11,7 %).
| Catégorie socioprofessionnelle                    | 2015      | 2015 | 2021      | 2021 | Détails de l'année 2021 | Détails de l'année 2021 | Détails de l'année 2021            | Détails de l'année 2021            | Détails de l'année 2021            |
| Catégorie socioprofessionnelle                    | Nb        | %    | Nb        | %    | Hommes                  | Femmes                  | Part en % de la population âgée de | Part en % de la population âgée de | Part en % de la population âgée de |
| Catégorie socioprofessionnelle                    | Nb        | %    | Nb        | %    | Hommes                  | Femmes                  | 15 à 24 ans                        | 25 à 54 ans                        | 55 ans ou +                        |
| ------------------------------------------------- | --------- | ---- | --------- | ---- | ----------------------- | ----------------------- | ---------------------------------- | ---------------------------------- | ---------------------------------- |
| Agriculteurs exploitants                          | 17 766    | 0,4  | 17 214    | 0,4  | 11 967                  | 5 247                   | 0,1                                | 0,6                                | 0,3                                |
| Artisans, commerçants, chefs d'entreprise         | 183 946   | 4,4  | 202 750   | 4,7  | 140 519                 | 62 231                  | 1,1                                | 7,6                                | 3,0                                |
| Cadres et professions intellectuelles supérieures | 335 817   | 8,1  | 380 441   | 8,9  | 216 552                 | 163 889                 | 2,0                                | 15,1                               | 4,7                                |
| Professions intermédiaires                        | 559 547   | 13,4 | 595 837   | 13,9 | 268 535                 | 327 301                 | 8,0                                | 23,9                               | 5,7                                |
| Employés                                          | 697 784   | 16,8 | 683 483   | 15,9 | 194 060                 | 489 424                 | 15,3                               | 25,1                               | 7,0                                |
| Ouvriers                                          | 415 588   | 10,0 | 403 008   | 9,4  | 330 842                 | 72 166                  | 10,4                               | 14,9                               | 3,7                                |
| Retraités                                         | 1 210 431 | 29,1 | 1 229 662 | 28,6 | 564 651                 | 665 011                 | 0,0                                | 0,2                                | 65,1                               |
| Autres personnes sans activité professionnelle    | 741 099   | 17,8 | 784 276   | 18,3 | 295 436                 | 488 839                 | 63,1                               | 12,7                               | 10,5                               |
| Ensemble                                          | 4 161 977 | 100  | 4 296 670 | 100  | 2 022 562               | 2 274 108               | 100                                | 100                                | 100                                |
| Sources : Insee,.                                 |           |      |           |      |                         |                         |                                    |                                    |                                    |